# Hirai Ken
Hirai Ken (平井 堅, sinh ngày 17 tháng 1 năm 1972) là một nam ca sĩ nhạc pop và nhạc R&B người Nhật Bản. Anh vừa là ca sĩ, vừa là nhạc sĩ, người mẫu, diễn viên, người viết lời và người phát ngôn. Trong suốt sự nghiệp của mình, tính đến tháng 10 năm 2010, Hirai đã cho phát hành tổng cộng 32 đĩa đơn và 11 album.
Theo Oricon, đĩa đơn "Hitomi Wo Tojite" (Close Your Eyes) của anh là đĩa đơn bán chạy nhất năm 2004 ở Nhật Bản; còn album Ken Hirai 10th Anniversary Complete Single Collection '95–'05 "Utabaka" là album bán chạy nhất ở Nhật năm 2006.

## Những năm đầu
Sinh ngày 17 tháng 1 năm 1972 tại Higashiosaka, tỉnh Osaka, Ken Hirai lớn lên tại Nabari, tỉnh Mie.
Hirai bắt đầu trở lại sự nghiệp âm nhạc của mình khi anh ký hợp đồng với hãng thu âm Sony Music, sau một buổi thi tuyển đầy cạnh tranh diễn ra tại Yokohama vào năm ngoái trước khi anh trở thành một sinh viên đại học. Đĩa đơn đầu tay của anh "Precious Junk" và album đều được ghi âm ngay năm sau - năm 1994 và chính thức phát hành vào năm 1995.
Đĩa đơn đầu tiên được sử dụng làm nhạc chủ đạo cho một bộ phim truyền hình, ngay lập tức Hirai đã thu hút được sự chú ý của công chúng và đĩa đơn thứ hai của anh "Katahō Zutsu no Earphone" (片方ずつのイヤホン Katahō Zutsu no Iyahon) cũng được sử dụng cho một bộ phim, tận dụng hơn nữa giọng hát độc nhất của anh. Album đầu tay của Hirai mang tên Un-balanced đã được phát hành cùng năm, ngay sau đó album thứ hai - Stare At lên kệ vào tháng 12 năm 1996.

## Sự nghiệp

### 1997 - 2000
Với suy nghĩ chậm mà chắc, Hirai dùng 4 năm tới để củng cố lại phong cách của mình và dành khá nhiều thời gian vào việc này – anh chỉ cho ra mắt duy nhất 1 đĩa đơn vào các năm 1997 và 1998 và thậm chí không hề phát hành bất cứ sản phẩm âm nhạc nào mới trong suốt năm 1999. Người hâm hộ anh đã phải đợi tới năm 2000 để có thể cầm trong tay album thứ ba của Hirai - The Changing Same.
"Rakuen" (楽園, Paradise) là đĩa đơn đầu tiên đánh dấu việc anh trở thành ông hoàng về doanh số bán đĩa tại các bảng xếp hạng doanh thu tại Nhật và tại nước ngoài. Anh là nghệ sĩ Nhật đầu tiên được mời tham gia cuộc thi âm nhạc cổ điển với tư cách là ca sĩ hát R&B chính thức – biểu diễn tại nhà hát Apollo, New York. Tại đây anh đã nhận được sự đón tiếp nồng hậu.
Với lợi thế có số lượng người hâm mộ đông đảo tại châu Á, Hirai đã xuất hiện tại Hội nghị Thượng đỉnh Âm nhạc MTV, tổ chức tại Đài Loan vào tháng 8 năm 2000. Hirai đã giành giải "Best New Japanese Act" trong một cuộc thăm dò về nhạc pop được tổ chức bởi đài phát thanh RTHK tại Hồng Kông.

### 2001 - 2003
Năm 2001 chứng kiến đĩa đơn "Kiss of Life" của Hirai, được sử dụng làm nhạc chủ đạo cho phim truyền hình nhiều tập Love Revolution. Album thứ tư của Hirai mang tên Gaining Through Losing đã bán ra 1.5 triệu bản khắp châu Á bao gồm cả thị trường Nhật Bản, và một chuyến lưu diễn quốc tế cùng tên dựa vào danh tiếng của anh.
Remix album đầu tiên của Hirai, Kh Re-mixed Up 1 được phát hành ngày 28 tháng 11 năm 2001. Qua album lần này, anh bộc lộ một phần con người mình đến những người nghe, lôi cuốn những người đi club và các DJ ngay từ lần đầu tiên.
Hirai cũng đã nhận được nhiều lời mời biểu diễn ở nước ngoài, anh đã trực tiếp xuất hiện trên chương trình Music Fair vào tháng 3 năm 2002 cùng với nhà sản xuất/ca sĩ Babyface đến từ một phòng thu tại Los Angeles. Vào mùa hè năm đó, Hirai đã giành được giải thưởng Nghệ sĩ Nam xuất sắc nhất tại lễ khai mạc MTV Video Music Awards Japan, và xuất hiện tại buổi hòa nhạc chính thức của FIFA World Cup 2002 cùng với sự góp mặt của Chemistry và Lauryn Hill.
Mặc dù đã hoàn toàn trở thành sao, Hirai lại tiến thêm một bước xa hơn khi anh phát hành bản hát lại "Ōki na Furudokei" (大きな古時計, A Big Old Clock) một phiên bản tiếng Nhật của bài "My Grandfather's Clock", được hát bởi Henry Clay Work) vào năm 2002. Với sự phổ biến của giai điệu nhẹ nhàng, dễ nhớ, bài hát được dự kiến sẽ đem lại thành công, nhưng trên cả mong đợi khi nó trở thành một trong những bài hát thành công nhất của năm.
Năm 2003, Hirai biểu diễn trực tiếp tại chương trình MTV Unplugged tổ chức ở New York như một giọng ca đơn nam người Nhật Bản đầu tiên. Anh cũng được chuyên mục The Music Room của đài truyền hình CNN phỏng vấn, được phát trên truyền hình của 210 quốc gia, và khoảng 230 triệu người theo dõi. Album thứ năm của anh "Life is..." bao gồm "Strawberry Sex", "Ring", và đĩa đơn cực kỳ thành công "Ōki na Furudokei" đã được phát hành ngày 22 tháng 2 năm 2003.
Vào ngày mùng 1 tháng 12 năm 2003, album tổng hợp mang tên Ken's Bar được phát hành. Trong album này, Hirai đã lựa những bài hát mà anh yêu thích và hát lại chúng theo phong cách của riêng mình. Âm nhạc đa phần là nhạc jazz, nhưng cũng có sự góp mặt của một số bản hát lại theo phong cách blue.

### 2004 - 2006
Tháng 5 năm 2004, Hirai tung ra album tiếp theo của mình với tựa đề Sentimentalovers. Album cho ra đời 4 đĩa đơn, với "Hitomi o Tojite" (瞳をとじて, With My Eyes Closed) là đĩa đơn thành công nhất, trở thành đĩa đơn bán chạy nhất của năm đó.
Đĩa đơn năm 2005 của Hirai, "Pop Star", là một trong số những ca khúc thành công nhất trong sự nghiệp âm nhạc của anh, kéo theo vô số các bản hát lại và đã chạm tới vị trí quán quân trên bảng xếp hạng Oricon. Hirai đã đồng thời đóng làm 7 nhân vật và các con vật khác nhau, ngay lập tức ca khúc trở nên thành công vang dội.

### 2007 - 2011
Năm 2007, Hirai cho ra mắt 2 đĩa đơn. Cả hai đều đạt vị trí thứ 5 trên bảng xếp hạng Oricon và tiêu thụ được khoảng 100,000 bản copy. Đĩa đơn thứ nhất trong số đó là "Elegy", kế tiếp là đĩa đơn "Kimi no Suki na Toko (Why I Love You)". "Elegy" tạo ra một thành công lớn tại các đài phát thanh lớn tại Nhật.
Tháng 8 năm 2007, Hirai cho ra mắt đĩa đơn thứ 27 của mình, với tựa đề "Fake Star", kèm theo đó là một bản music video được xem là một sự khởi đầu lớn đối với một ngôi sao bởi sự liều lĩnh đề cập tới chủ đề nhạy cảm.
Ngày 20 tháng 2 năm 2008, Hirai cho phát hành đĩa đơn thứ 28 và đĩa đôi phiên bản A lần đầu tiên của mình, mang tựa đề "Canvas/Kimi wa Suteki (You're Wonderful)". Đĩa đơn ra mắt ngay tại hạng 6 trên bảng xếp hạng Oricon.
"Canvas" được sử dụng làm nhạc đệm và nhạc kết cho bộ phim truyền hình Hachimitsu to Clover của kênh Fuji TV, bộ phim được chuyển thể từ một bộ manga nổi tiếng. Ca khúc được viết nhạc và phổ lời bởi Hirai, và được cải biên bởi Tomita Keichi, như với "Ring" - đĩa đơn thứ 17 của Hirai.
Vào ngày 12 tháng 3 năm 2008, Hirai cho ra mắt album phòng thu thứ 7 của mình, Fakin' Pop. Fakin' Pop là tặng phẩm phòng thu đầu tiên của Hirai kể từ Sentimentalovers vào năm 2004.
Hirai phát hành đĩa đơn thứ 29 của mình, "Itsuka Hanareru Hi ga Kite mo" (いつか離れる日が来ても, If One Day I'm Separated From You) vào ngày 23 tháng 4 năm 2008. Ca khúc là một đĩa đơn được cắt ra từ Fakin' Pop và trở thành nhạc chủ đạo cho bộ phim truyền hình Nhật Ano Sora o Oboeteru (あの空をおぼえてる).
Ngày 27 tháng 5 năm 2009, Hirai cho ra mắt Ken's Bar II, tiếp tục tạo ra những bản hát lại đậm chất jazz cho các ca khúc tiếng Nhật và tiếng Anh mà anh yêu thích. Anh đã tổ chức chuyến lưu diễn mùa hè 2009 tại Nhật với cùng tên gọi.
Ngày 23 tháng 9 năm 2009, Hirai phát hành đĩa đơn thứ 30 mang tên "Candy".
Ngày 21 tháng 10, đĩa đơn thứ 31, và cũng là đĩa đơn cuối cùng trong năm, Boku wa Kimi ni Koi wo Suru" (僕は君に恋をする, tạm dịch là Anh trao tặng tình yêu của mình cho em) đã được phát hành.
Ngày 13 tháng 10 năm 2010, đĩa đơn thứ 32 mang tên "Sing Forever" được phát hành. Đĩa đơn thứ 33 của anh dự kiến lên kệ vào ngày 10 tháng 11 năm 2010 với tựa đề "Aishiteru", tiếp ngay sau đó là một album tổng hợp "Ken Hirai 15th Anniversary c/w Collection '95-'10 "Ura Utabaka"", để kỷ niệm 15 năm anh bắt đầu sự nghiệp ca sĩ trong ngành công nghiệp âm nhạc. Album tổng hợp này bao gồm tất cả phiên bản B bắt đầu từ đĩa đơn đầu tiên "Precious Junk".
Ngày 4 tháng 5 năm 2011, Hirai cho ra mắt đĩa đơn mới "いとしき日々よ" cho bộ phim đình đám của truyền hình Nhật JIN - 仁
Ngày 8 tháng 6 năm 2011, Hirai phát hành album phòng thu thứ 8 mang tên "Japanese Singer".

## Danh sách đĩa nhạc

### Album phòng thu
- 1995: Un-balanced
- 1996: Stare At
- 2000: The Changing Same
- 2001: Gaining Through Losing
- 2003: Life Is...
- 2004: SENTIMENTALovers
- 2008: Fakin' Pop
- 2011: Japanese Singer

### Album tổng hợp
- 2005: Ken Hirai 10th Anniversary Complete Single Collection '95-'05 "Utabaka"
- 2010: Ken Hirai 15th Anniversary c/w Collection '95-'10 "Ura Utabaka"

### Album khác
- 2001: Kh Re-mixed Up 1
- 2003: Ken's Bar
- 2009: Ken's Bar II